# Robert Baucomont
Robert Baucomont, né le 4 août 1926 à Argenteuil (Seine-et-Oise) et mort le 12 décembre 1996 à Sète (Hérault), est un footballeur français. Il joue au poste d'attaquant.

## Biographie
Il évolue en faveur du Red Star Olympique, du FC Sète, du Stade français, et enfin du Stade rennais.
Il dispute 90 matchs en Division 1, inscrivant 25 buts, et 32 matchs en Division 2, marquant 13 buts.
Il se met en évidence avec le Stade français, en étant l'auteur de trois triplés. Il marque son premier triplé le 5 novembre 1950, en Division 1, lors de la réception du Stade rennais (victoire 6-0). Il inscrit son deuxième triplé le 2 mars 1952, en Division 2, lors d'un déplacement à Nantes (victoire 1-5). Son dernier triplé a lieu le 11 septembre 1952, lors de la venue de Sochaux (victoire 1-3).
Son palmarès est constitué d'un titre de champion de Division 2, remporté avec le Stade français.

## Palmarès
Stade français
- Championnat de France D2 (1) :
  - Champion : 1951-52.